# Rivellia curvata
Rivellia curvata är en tvåvingeart som beskrevs av Friedrich Georg Hendel 1914. Rivellia curvata ingår i släktet Rivellia och familjen bredmunsflugor.
Artens utbredningsområde är Peru. Inga underarter finns listade i Catalogue of Life.